# Lösningsmedelsorsakad kronisk hjärnskada
Lösningsmedelsorsakad kronisk hjärnskada kännetecknas av störningar i hjärnans intellektuella funktioner och är i sin allvarligaste form en typ av demens. Kemikalier i arbets- eller omgivningsmiljö kan ibland skada nervsystemet, framför allt de perifera nerverna. Lösningsmedel (och andra ämnen som t.ex. tungmetaller) kan även skada hjärnan och orsaka kronisk toxisk hjärnskada (=kronisk toxisk encefalopati = KTE). 

## Orsak, mekanismer, förekomst
Lösningsmedel tas lätt upp i blodet via både luftvägar och hud och koncentrerar sig i fettrika vävnader. De stoppas inte av blodhjärnbarriären och kan därför nå och påverka hjärnan. Vissa lösningsmedel, som exempelvis toluen och trikloretylen, kan framkalla beroende. Missbruk sker oftast i form av sniffning och innebär mycket höggradig exponering och risk för allvarlig hjärnskada. I yrkessammanhang används lösningsmedel i blandningar med varierande sammansättning, som t.ex. lacknafta eller thinner. Beståndsdelarna i dessa blandningar är olika kolväten, som skiljer sig med avseende på giftighet, vilka hjärnstrukturer de påverkar och genom vilka mekanismer. Därför kan man ofta inte identifiera ett enskilt ämne som orsaksfaktor eller en enskild mekanism bakom sjukdomen, utan pratar om lösningsmedelorsakad KTE. Exponeringen har generellt minskat den senaste tiden, i takt med ökad användning av vattenbaserade färger, lacker och lim. Detta har medfört minskad insjuknande i lösningsmedelbetingad KTE, åtminstone i industriländer. I Sverige t.ex. rapporterades 1,196 nya fall mellan 1989 och 1991, men bara 277 under perioden 1995-1998.

## Symtom
Studier från främst nordeuropeiska länder visade redan under 1970-talen att arbetare som i många år exponerats för lösningsmedel (målare, lackerare, mattläggare) hade ökad risk för att utveckla minnes- och koncentrationssvårigheter, trötthet, irritabilitet, nedstämdhet, initiativlöshet, huvudvärk, sömnsvårigheter, humörsvängningar.  I vissa fall var besvären invalidiserande med påverkan på både yrkes- och privatliv. De nordiska länderna hade egna diagnoskriterier för denna åkomma som godkändes som arbetsskada, i Sverige ofta under den äldre beteckningen kroniskt psykoorganiskt syndrom. Med psykoorganiskt syndrom menar man psykologiska störningar av annan orsak än psykiatrisk sjukdom.  

## Diagnoskriterier
Grundat på kunskap och erfarenheter från de skandinaviska länderna tog en WHO-arbetsgrupp 1985 fram fyra diagnoskriterier för lösningsmedelorsakad KTE:
1.	Exponering för neurotoxiska lösningsmedel, tillräckligt höggradig och långvarig för att kunna ge upphov till hjärnskada. Vad som är tillräcklig exponering anges inte i WHO-dokumentet, men enligt en tumregel krävs minst 10 år vid en exponeringsnivå överskridande dagens gränsvärde för lacknafta.
2.	Klinisk bild av organisk hjärnskada med typiska subjektiva besvär, objektiva fynd vid antingen klinisk undersökning, neuropsykologisk testning (undersökning av hjärnans kognitiva funktioner) eller neurofysiologisk undersökning (undersökning av nervsystemets funktion med hjälp av t ex elektroencefalografi EEG, elektroneurografi ENeG, elektromyografi EMG, m fl).
3.	Andra organiska sjukdomar rimligen uteslutna.
4.	Primära psykiatriska sjukdomar rimligen uteslutna.

## Klassificering
WHO-dokumentet från 1985 beskriver tre typer av hjärnskada orsakad av lösningsmedel och preciserar att dessa inte nödvändigtvis utgör successiva stadier i en persons sjukdomsförlopp:
- Organiskt affektivt syndrom (WHO typ I), den mildaste formen, där man har subjektiva symtom (nedstämdhet, irritabilitet, avsaknad av intresse för dagliga aktiviteter) men det saknas tydliga objektiva tecken till reducerad hjärnfunktion. Symtomen är övergående under loppet av dagar/veckor.
- Mild kronisk toxisk encefalopati (WHO typ II) där subjektiva symtom (trötthet, minnes- och koncentrationssvårigheter, humörsvängningar) ackompanjeras av objektiva tecken till nedsatt psykomotorisk funktion (långsamma mentala och motoriska funktioner), nedsatt hastighet i perceptionen och/eller problem med kortminne. Full återhämtning är osäker.
- Svår kronisk toxisk encefalopati (WHO typ III) där intellektuell nedsättning och ((personlighetsförändring)) påverkar individens sociala och/eller professionella liv. Vid neuropsykologisk testning finner man samma typ av avvikelser som i WHO typ II, men av svårare grad. Även neurofysiologiska eller neuroradiologiska avvikelser kan förekomma. Sjukdomen är oftast irreversibel. Svår KTE är dock sällsynt och främst kopplad till missbruk av lösningsmedel.

Ytterligare en klassifikation av lösningsmedelorsakad hjärnskada kom 1985 från en annan arbetsgrupp i Raleigh, USA:
- Typ 1: Endast symtom, inga vetenskapliga belägg för nedsatt hjärnfunktion vid neuropsykologisk testning. Symtomen helt övergående om exponeringen upphör.
- Typ 2A: Påtaglig personlighetsförändring med trötthet, humörsvängningar, emotionell labilitet, problem med impulskontroll och motivation. Inga objektiva fynd vid neuropsykologisk testning.
- Typ 2B: Brister i intellektuella funktioner (minne, koncentration, inlärning) som kan fastställas vid neuropsykologisk testning. Full återhämtning är osäker.
- Typ 3: Demens, med markerad nedsättning av minne och intellekt. Ofta avvikelser i neurologisk eller neuroradiologisk undersökning. I bästa fall en minimal förbättring om exponeringen upphör, men oftast ingen förändring.

## Utredning
Att fastställa diagnosen lösningsmedelorsakad KTE kräver en omfattande utredning där neurolog, neuropsykolog, yrkesmedicinare och yrkeshygieniker oftast ingår i teamet. Symtomen är diffusa och ger i sig ingen indikation om en toxisk påverkan. Kognitiva svårigheter och trötthet förekommer i många sjukdomar, som enligt WHO-kriterierna bör uteslutas: ångest, depression, obstruktiv sömnapné, alkoholmissbruk, neurovaskulära sjukdomar, neurodegenerativa sjukdomar, posttraumatisk encefalopati, ämnesomsättningssjukdomar, etc. Patientens yrkesmässiga exponering för lösningsmedel, som är grundförutsättning för diagnosen, bör fastställas av kunnig personal (yrkeshygieniker). Exponeringen ska vara tillräckligt höggradig och det ska också finnas en tidsmässig koppling mellan exponering och besvärsdebut: symtom som debuterar år efter avslutad exponering beror sannolikt på annan orsak än lösningsmedel. 
Neuropsykologisk testning är mycket viktig för diagnostiken. Undersökningen utförs av psykolog, som använder sig av ett flertal test för att mäta olika mentala funktioner. I Sverige har man traditionellt använt tester från s.k. TUFF-batteriet (Testbatteri för undersökning av funktionsförändringar) och kompletterat med test av närminne, reaktionsförmåga och uppmärksamhet. Det är viktigt att testerna tolkas av psykolog med tillräcklig utbildning, träning och patientmaterial, helst vid en arbets- och miljömedicinsk klinik. Avvikelser i neuropsykologiska test för uppmärksamhet, motorisk och perceptuell hastighet samt närminne är vanligt förekommande vid KTE.
En arbetsgrupp av europeiska experter kom 2012 överens om vilka mentala funktioner (kognitiva domäner) som bör testas och föreslog en metod för att på ett enhetligt sätt bedöma nedsättningens svårighetsgrad. Påvisbar nedsättning i mentala funktioner ska enligt expertgruppen vara en grundförutsättning för diagnosen KTE. Detta innebär att diagnosen endast övervägs om patienten har en sjukdomsbild motsvarande minst WHO-typ II eller Raleigh typ 2B. Den neuropsykologiska testningen ska helst utföras efter det att patienten behandlats för sina eventuella andra, botbara sjukdomar som kan påverka tankeförmågan. Expertgruppen rekommenderar också att den neuropsykologiska utvärderingen ska inkludera åtminstone ett test för att identifiera eventuell icke-optimal prestation, vare sig avsiktlig eller inte. När testningen inte ger definitiva resultat rekommenderar man upprepning efter ett exponeringsuppehåll på minst ett år. Samma eller något förbättrat resultat är förenligt med diagnosen KTE, medan påtaglig försämring tyder på annan orsak till besvären. 

## Prognos
Uppföljningsstudier av KTE-patienter har visat att de kognitiva funktionerna tenderar att vara stabila eller möjligen förbättras något efter upphörd lösningsmedelexponering. Däremot har man vid genomgång av litteratur om KTE publicerad 1970-2008 inte funnit någon studie som vid uppföljning skulle ha rapporterat fullständig återhämtning.